# خوانبي
خوان بابلو أنور (بالإسبانية: Juan Pablo Añor) (24 يناير 1994 كاراكاس فنزويلا -) هو لاعب كرة قدم فنزويلي، يلعب كلاعب وسط.

## الأندية
ولد خوانبي في كاراكاس، وانضم إلى نظام شباب ملقا لكرة القدم في عام 2009، وعمره 15 سنة، من كاراكاس إف سي في مسقط رأسه. أمضى عدة مواسم في فرقة الشباب، وتمت ترقيته إلى الاحتياطيات في حملة 2013-2014، حيث ظهر بشكل منتظم في دوري الدرجة الرابعة الإسباني.
جعل جوانبي الأول لفريقه - والدوري الاسباني - لأول مرة في 29 آب عام 2014، خلفا لويس ألبرتو في الدقيقة ال75 من خسارة 0-3 في فالنسيا. في 19 ديسمبر اكد انه وقع عقدا جديدا حتى عام 2018، وسجل أول هدف له المهنية يوم 6 يناير من السنة التالية، مسجلا أول في 2-0 كوبا ديل ري الفوز على أرضه ضد ليفانتي.
سجل خوانبي هدفه الأول في الدوري في 23 يناير 2016، مسجلاً التعادل في فخ التعادل 1-2 أمام أف سي برشلونة. بعد سبعة أيام أضاف آخر، بعد أن سجل الهدف الأول في الفوز 2-1 على نادي إيبار، وسجل أربعة أهداف.
تحولت جوانبي من 28 إلى عددهم 10 قميص قبيل حملة 2016-17، وسجل الأندلسيين الهدف "الأول من المسابقة، في فخ التعادل 1-1 على أرضه ضد أوساسونا.

## دوليا
بعد الظهور مع فريق تحت 17 عامًا في بطولة أمريكا الجنوبية تحت 17 عام 2011، كان خوانبي أيضًا جزءًا من التشكيلة التي تم اختيارها لبطولة جنوب أمريكا للشباب لعام 2013، التي استضافتها الأرجنتين. في 29 يناير 2013 استدعي إلى الفريق الرئيسي.
قدم خوانبي بدايته الدولية الكاملة في 14 نوفمبر 2014، لتحل محل فرانك فلتشر في الدقيقة 58 من الخسارة 0-5 ضد تشيلي في استاد CAP في تالكاهوانو. لعب لعبة واحدة لفينوتينتو في كوبا أمريكا الجنوبية في الولايات المتحدة، كبديل في الخسارة 4-1 في ربع النهائي إلى الأرجنتين، وفي 6 سبتمبر 2016 سجل أول هدف دولي له لفتح 2 - التعادل على أرضه مع نفس الخصم في 2018 التأهل لكأس العالم.

## الحياة الشخصية
كان والد خوانبي بابلو أنور أكوستا أيضا لاعب كرة قدم. أخوه الأكبر، الذي يدعى أيضا برناردو، هو أيضا لاعب كرة قدم، يلعب حاليا مع نادي مينيسوتا يونايتد. هو أيضا تم اعدادهم في كراكاس. وهو أيضاً ابن عم دييغو لومباردي، لاعب كرة القدم السابق الذي كان من المفترض أن يكون نجماً لكن الإصابات المؤسفة أنهت مسيرته الواعدة.

## إحصاءات
| النادي     | مواسم      | الدوري | الدوري | الكأس | الكأس | كوب | كوب   | مجموع | مجموع |
| النادي     | مواسم      | لعب    | اهداف  | لعب   | اهداف | لعب | اهداف | لعب   | اهداف |
| ---------- | ---------- | ------ | ------ | ----- | ----- | --- | ----- | ----- | ----- |
| ملقا       | 2014-15    | 5      | 0      | 5     | 1     | —   | —     | 10    | 1     |
| ملقا       | 2015-16    | 29     | 4      | 1     | 0     | —   | —     | 30    | 4     |
| ملقا       | 2016-17    | 21     | 2      | 2     | 0     | —   | —     | 23    | 2     |
| ملقا       | مجموع      | 55     | 6      | 8     | 1     | —   | —     | 63    | 7     |
| مجموع الكل | مجموع الكل | 55     | 6      | 8     | 1     | —   | —     | 63    | 7     |

## روابط خارجية
- خوانبي انور على موقع قاعدة بيانات كرة القدم.إي يو (الإنجليزية)
- خوانبي انور على موقع ناشيونال فوتبول تيمز (الإنجليزية)
- خوانبي انور على موقع Soccerbase.com (لاعب) (الإنجليزية)
- خوانبي انور على موقع Soccerway.com (الإنجليزية)
- خوانبي انور على موقع AS.com (الإسبانية)